# Alles oder nix
Alles oder nix ist das erste Soloalbum des Bonner Gangsta-Rappers Xatar. Es erschien am 28. November 2008 über das Independent-Label Alles oder nix Records. Den Vertrieb des Albums machte Groove Attack. Seit dem 26. Februar 2010 darf das Album nicht mehr an Jugendliche unter 18 Jahren verkauft werden. Als Begründung gibt die Bundesprüfstelle für jugendgefährdende Medien, die für Indizierungen verantwortlich ist, an, dass es verrohend wirkende und zu Gewalttätigkeiten anreizende Texte enthalte.

## Musikstil
Auf vielen Tracks des Albums erzählt Xatar Geschichten aus seinem Leben, dem Nachtleben sowie dem Drogen- und Rotlichtmilieu, aber auch Sozialkritik findet sich auf seinem Album wieder. Jedoch befinden sich auf dem Album auch autobiografische Tracks wie Platz ins Geschäft, emotionale Tracks wie Meine Zeit oder Dialogtracks wie Alles oder nix, Ich will alles und Knastbrief. Des Weiteren droht er im Stück § 31 allen „Verrätern“ mit Blutrache und im Stück Ich will hier nicht weg beschreibt er seine Leidenschaft zum Stadtteil Brüser Berg, in dem er aufgewachsen ist. Im Stück Baba aller Babas rappt er über einen 18-jährigen Jungen, der es schafft im Milieu aufzusteigen; im Stück Eine Geschichte 1 erzählt er, wie ein Freund Rache an fünf Personen in einem Café begeht und am Ende der Auseinandersetzung ein Cousin seines Kumpels umgebracht wird. Er verwendet in dem Hidden Track Kurdistan patriotische Sätze wie „Was Kurde aus Irak, Türkei, Iran, ich bin Kurde aus Kurdistan“ oder „Die Ehre unser Stolz für den Kampf bekannt, jiyana min bijî kurd û kurdistan (deutsch mein Leben, es lebe das kurdische Volk und Kurdistan)“ im Stück Platz ins Geschäft. Des Weiteren benutzt Xatar besondere Stilmittel, in Form von fiktiven Charakteren, wie z. B. Jetsett Mehmet, Moderator der Alles oder Nix Show, welche durch das Album führt. Die bei Alles oder nix Records unter Vertrag stehenden Interpreten SSIO und Samy sind sechsmal bzw. zweimal auf dem Album vertreten.

## Titelliste
1. Intro (feat. Jetsett Mehmet) – 3:45
2. Alles oder nix (feat. SSIO) – 3:25
3. Platz ins Geschäft – 2:54
4. Meine Zeit (feat. Jamila) – 3:54
5. Baba aller Babas (feat. Azad) – 4:08
6. Eine Geschichte 1 (feat. Ali & Duzgun A.) – 3:26
7. Ich will hier nicht weg (feat. Samy) – 4:07
8. Skit (feat. Jetsett Mehmet & SSIO) – 2:32
9. Ich will alles (feat. SSIO) – 3:40
10. Dein Herz klopft – 2:58
11. Lauf weg (feat. SSIO) – 3:21
12. Die Welt gehört dir (feat. SSIO) – 4:07
13. Von Siedlung zu Siedlung (feat. SSIO) – 3:14
14. § 31 – 3:37
15. Knastbrief (feat. Jalaal & Samy) – 3:22
16. B.O.X. (feat. La Honda) – 3:47
17. Kanaken (feat. Samy) – 8:27

### Bonus-Track bzw. Hidden Track
Nach dem Track Kanaken folgt zusammen mit Serhado, einem schwedischen Rapper kurdischer Abstammung, ein zusätzlicher Hidden Track Kurdistan. Nach einer Pause nach dem letzten Track hört man Reden von kurdischen Politikern. Danach beginnen Xatar und Serhado zu rappen; in dem Hidden Track rappen Xatar und Serhado über das Leiden der kurdischen Minderheit im Nahen Osten. Am Ende des Tracks rappt Serhado auf Kurdisch.

## Produktion, Vermarktung und Illustration
Alle Tracks wurden gemäß den Bookletangaben von Xatar, Ssio sowie den beiden Produzenten Maestro und DJ Bo Tex, die ebenfalls beide bei Alles oder nix Records unter Vertrag stehen, produziert. Außerdem produzierte Xatar drei dazugehörige Videoclips über Los Banditos Films zu seinem Debütalbum.
Zunächst wurden die Tracks Lilane, Rache und Sex und Schachmatt auf seiner Homepage und Myspace-Seite 2007 und 2008 zum kostenlosen Download gestellt. Des Weiteren wurde ein Snippet, das ausschnittsweise drei Titel des Albums anspielt, im September 2007 auf der Homepage bzw. MySpace-Seite zur Verfügung gestellt. An den darauf folgenden Tagen wurde das Video von Alles oder nix Snippet veröffentlicht.
Das Albumcover zeigt Xatar, der Spielkarten in der Hand hält und nachdenkt, auf schwarzem Hintergrund. Über Xatar befindet sich die Aufschrift Alles oder nix Records präsentiert: Xatar – Alles oder nix.

## Rezeption

### Kritik
Nachdem das Album von der Bundesprüfstelle für jugendgefährdende Medien im Februar 2010 indiziert worden war, kam es negativ in die Schlagzeilen. Nach Auffassung des Gremiums seien sieben Lieder des Albums jugendgefährdend, da sie verrohend wirken und zu Gewalttätigkeiten anreizten. Ersteres wird als „Wecken und Fördern von Sadismus und Gewalttätigkeit, Hinterlist und gemeiner Schadenfreude“ definiert und zweiteres mit „Ausübung von Gewalt als nachahmenswert darstellen“ näher umschrieben. Die Bundesprüfstelle für jugendgefährdende Medien hebt bei dem Album die durchgängige Ich-Perspektive hervor, welche im Zusammenhang mit „verherrlichender Selbstbeschreibung einen Vorbildcharakter für rezipierende Jugendliche“ erlangt und „gewalttätiges Durchsetzen der eigenen Interessen als alternativloses Handlungskonzept“ sei das Problem der Songtexte. Im weiteren Verlauf der Indizierungsentscheidung wird auch die Verherrlichung von Selbstjustiz und Einschüchterungsmechanismen angesprochen.